# Loïs Openda
Ikoma-Loïs Openda (Liège, 16 de fevereiro de 2000) é um futebolista profissional belga que atua como centroavante. Atualmente joga pelo RB Leipzig e representa a Seleção Belga.

## Carreira
Openda jogou na formação do Patro Othee FC e RFC Liège, antes de se juntar à academia do Standard Liège, em 2013. Dois anos depois, mudou-se para a academia do Club Brugge. A 10 de agosto de 2018, Loïs fez a sua estreia profissional pelo clube, substituindo Jelle Vossen aos 80 minutos de uma vitória por 3–0 sobre o Kortrijk.
A 21 de julho de 2020, Openda foi emprestado por uma temporada ao Vitesse, da Eredivisie. A 3 de julhou, marcou o seu primeiro golo pelo clube holandês, numa vitória por 3–0 sobre o Heracles Almelo. Nessa época, o Vitesse chegou à final da KNVB Beker, onde, mesmo com um golo de Loïs, foi derrotado por 2–1 pelo Ajax.
Em junho de 2021, Openda foi novamente emprestado ao Vitesse por uma temporada.

### Lens

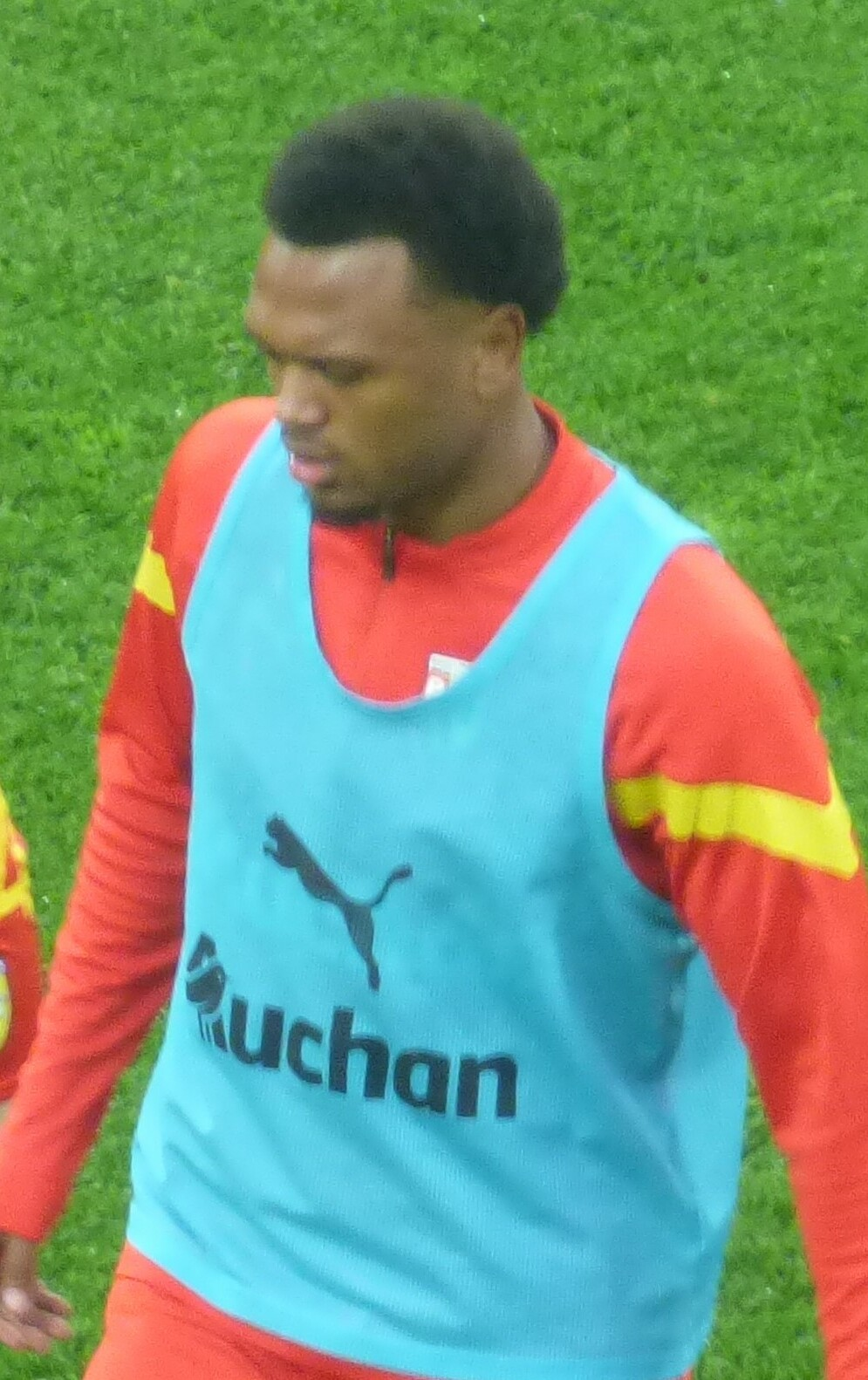
Openda no treino do Lens, 2023

A 6 de julho de 2022, Openda assinou um contrato de 5 anos pelo Lens, da Ligue 1, com o clube francês a pagar cerca de 11,8 milhões de euros ao Club Brugge pelo ponta-de-lança.
A 22 de julho, Loïs marcou na sua estreia pelo clube, num amigável frente ao Internazionale. A 28 de outubro, marcou o seu primeiro hat-trick pelo Lens, numa vitória por 3–0 sobre o Toulouse.
Após 8 jogos consecutivos sem marcar, a 12 de março de 2023, Openda completou o hat-trick mais rápido da história da Ligue 1, em 4 minutos e 30 segundos, numa vitória por 4–0 no terreno do Clermont Foot, batendo o recorde anterior de Matt Moussilou.
Openda deixou o Lens ao fim da época 2022-23, ele que marcou 21 golos e fez quatro assistências em 42 partidas oficiais.

### Leipzig
O Leipzig anunciou oficialmente a contratação de Lois Openda em 14 de juho de 2023, ele assinou um contrato válido até junho de 2028 por cerca de  43 milhões de euros, segundo a imprensa francesa.

## Carreira Internacional
A 18 de maio de 2022, Openda foi convocado pela Seleção Belga para jogos da Liga das Nações em junho. A 8 de junho, fez a sua estreia internacional sénior, frente à Polónia; Loïs entrou para o lugar de Michy Batshuayi aos 85 minutos e, já nos descontos, marcou o último golo dos belgas numa vitória por 6–1.
A 10 de novembro de 2022, Openda foi convocado pela Bélgica para o Mundial 2022, jogado no Qatar.

## Vida Pessoal
Openda nasceu na Bélgica e tem ascendência marroquina e congolesa.

## Estatísticas de Carreira

### Clube
- Atualizado até 3 de junho de 2023

| Clube             | Temporada         | Campeonato        | Campeonato | Campeonato | Taça  | Taça  | Competições Europeias | Competições Europeias | Total | Total |
| Clube             | Temporada         | Liga              | Jogos      | Golos      | Jogos | Golos | Jogos                 | Golos                 | Jogos | Golos |
| ----------------- | ----------------- | ----------------- | ---------- | ---------- | ----- | ----- | --------------------- | --------------------- | ----- | ----- |
| Club Brugge       | 2018–19           | Pro League Belga  | 20         | 4          | 1     | 0     | 7                     | 0                     | 28    | 4     |
| Club Brugge       | 2019–20           | Pro League Belga  | 15         | 0          | 3     | 0     | 7                     | 1                     | 25    | 1     |
| Club Brugge       | Total             | Total             | 35         | 4          | 4     | 0     | 14                    | 1                     | 53    | 5     |
| Vitesse (emp.)    | 2020–21           | Eredivisie        | 33         | 10         | 5     | 3     | —                     | —                     | 38    | 13    |
| Vitesse (emp.)    | 2021–22           | Eredivisie        | 37         | 19         | 2     | 0     | 11                    | 9                     | 50    | 28    |
| Vitesse (emp.)    | Total             | Total             | 70         | 29         | 7     | 3     | 11                    | 9                     | 89    | 41    |
| Lente             | 2022–23           | Ligue 1           | 38         | 21         | 4     | 0     | —                     | —                     | 42    | 21    |
| Total de Carreira | Total de Carreira | Total de Carreira | 143        | 54         | 15    | 3     | 25                    | 10                    | 184   | 67    |

1. ↑  Inclui Taça da Bélgica, KNVB Beker, Coupe de France
2. ↑  5 jogos na Liga dos Campeões, 2 jogos na Liga Europa
3. ↑  Jogos na Liga dos Campeões
4. ↑  Jogos na Liga Conferência

### Internacional
- Atualizado até 17 de junho de 2023

| Seleção | Ano   | Jogos | Golos |
| ------- | ----- | ----- | ----- |
| Bélgica | 2022  | 6     | 2     |
| Bélgica | 2023  | 3     | 0     |
| Total   | Total | 9     | 2     |

| Nº | Data                   | Local                                                | Adversário | Placar | Resultado | Competição                | Ref.   |
| -- | ---------------------- | ---------------------------------------------------- | ---------- | ------ | --------- | ------------------------- | ------ |
| 1  | 8 de junho de 2022     | Estádio Rei Balduíno, Bruxelas, Bélgica              | Polónia    | 6–1    | 6–1       | Liga das Nações A 2022–23 | [ 24 ] |
| 2  | 18 de novembro de 2022 | Jaber Al-Ahmad International Stadium, Kuwait, Kuwait | Egito      | 1–2    | 1–2       | Amigável                  | [ 25 ] |

## Títulos
Club Brugge
- Jupiler Pro League: 2019–20
- Supertaça da Bélgica: 2018

RB Leipzig
- Supercopa da Alemanha: 2023

Individual
- Jogador do Mês da Eredivisie: maio de 2022[26]
- Equipa do Mês da Eredivisie: maio de 2022[26]
- Jogador do Mês da Ligue 1: março de 2023,[27] abril de 2023[28]
- Equipa do Ano da Ligue 1: 2022–23[29]